# 营缮清吏司
营缮清吏司，明清工部官署名称，简称营缮司。

## 明朝
明朝洪武二十九年（1396年）设立营缮清吏司。管理营建宫殿、陵寝、城郭、寺庙、仓库、廨宇、府第、营房，监管工匠、工役，备办物料。设郎中一人，员外郎三人，主事四人。

### 南京工部
南京工部营缮清吏司设郎中一人，员外郎一人，主事三人。

## 清朝
清朝顺治元年（1644年），沿置营缮清吏司，设郎中六人，满洲四人，蒙古一人，汉族一人；员外郎五人，满洲四人，汉族一人；主事五人，满洲二人，蒙古一人，汉族二人。所属有吏科、营造科、砖木科、柜科、夫匠科。
光绪三十二年（1906年），废除。在新官制的民政部，设立新的营缮司。